# أثل آرالي
أثل آرالي هو نوع نباتي يتبع جنس الأثل من الفصيلة الطرفاوية.